# Ptychosema pusillum
Ptychosema pusillum är en ärtväxtart som beskrevs av John Lindley. Ptychosema pusillum ingår i släktet Ptychosema och familjen ärtväxter. Inga underarter finns listade i Catalogue of Life.